# Црква брвнара Рођења Богородичиног у Четережу
Црква брвнара Рођења Богородичиног у Четережу, месту у општини Жабари, подигнута је 1805. године и убраја се у најстарије храмове овог типа. Налази се изван насеља, поред пута Жабари – Петровац на Млави. У пространој порти је 1854. године саграђена нова црква и обе су посвећене Рођењу пресвете Богородице, као и што се засебно налазе на списку заштићених непокретних културних добара као споменици културе.

## Изглед
Црква брвнара је једнобродне основе са полукружном олтарском апсидом са источне и правоугаоним тремом са западне стране. Трем је отворен и носе га три дрвена стуба. У унутрашњем простору није сачуван коритасти свод, па је потпуно видна кровна конструкција, као и конструкција свода. Њена унутрашњост подељена је само олтарском преградом. Зидови цркве су од храстових талпи, које су водоравно нанизане једна на другу и ужљебљене у дрвене стубове, а у делу апсиде су потпуно повијене и прате њен полукружни облик. Зидови су положени на темеље од необрађеног камена. Кров је низак, благог нагиба, заобљен изнад апсиде и покривен бибер црепом. Зидови цркве су једно време са спољашње стране били омалтерисани блатним малтером и кречени у бело, о чему сведоче трагови брадве којом су орапављене површине талпи, али и остаци малтера на споју талпе и стуба у делу апсиде.
Иконостас у цркви је једноставне обраде, обојен у црно. На иконостасној прегради су само на врху две овалне иконе св. Богородице и св. Јована Богослова и Распеће.
Црква брвнара је 2000. године порушена и на њеном месту је направљена нова са армирано-бетонском скелетном конструкцијом и облогом од дрвета. Димензије ове цркве у основи су скоро исте као и старе, али је облик потпуно промењен. Нова црква има полукружну апсиду и полукружни трем, веома масиван, висок и стрм кров, са ублаженим нагибом широке стрехе, заобљен у делу олтара и трема и покривен шиндром. Данашња црква брвнара у Четережу представља умањену копију манастира Покајница и са старом црквом је везује само место.